# Poitín

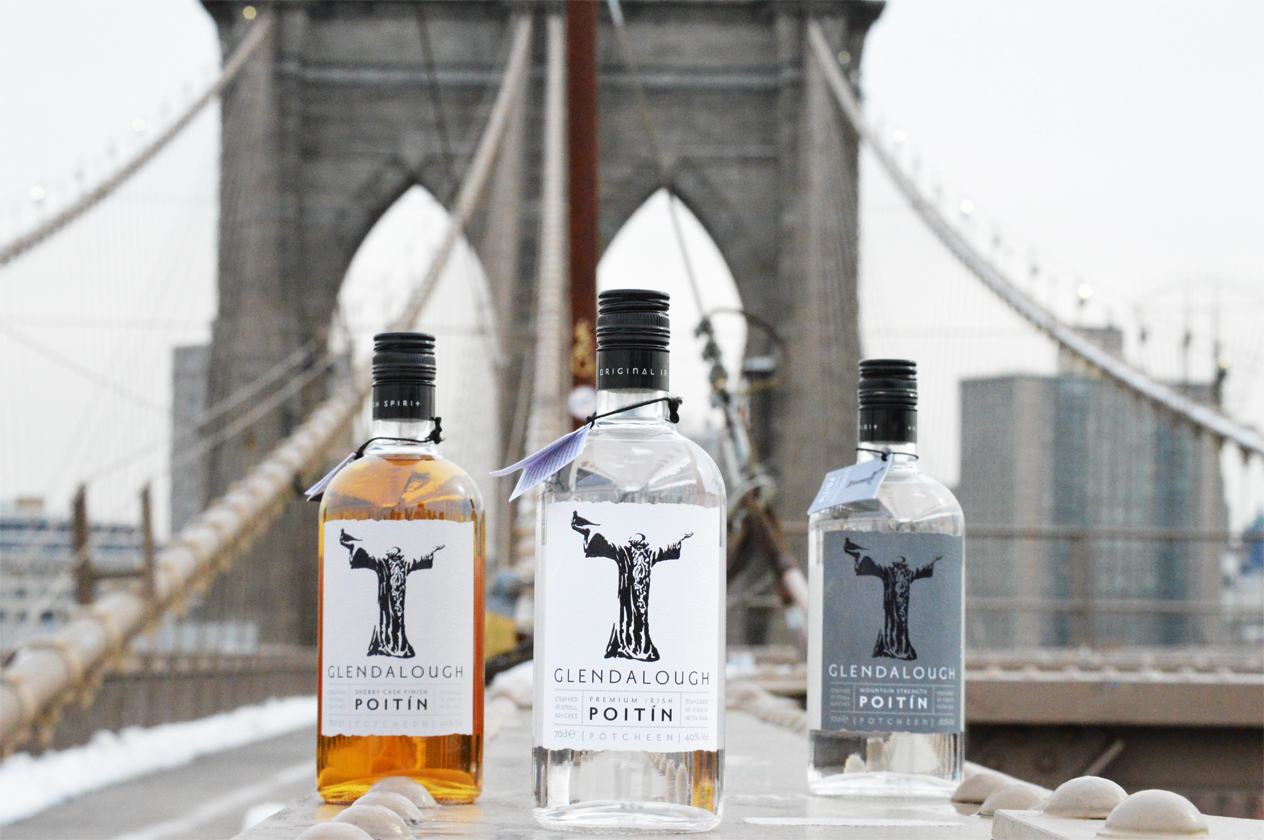
Poitín produkowane przez destylarnię w Glendalough

Poitín (zangielszczona wersja – poteen lub potcheen) – tradycyjny irlandzki napój alkoholowy uzyskiwany w wyniku destylacji, który określany jest jako irlandzki samogon. Z historycznych względów ma nie najlepszą reputację, i od 1661 do 1997 z uwagi na kwestie podatkowe jego produkcja była nielegalna. 
Słowo poitín pochodzi z języka irlandzkiego od słowa „pota”  i oznacza mały garnek, przy pomocy którego przeprowadzano destylację. Jako źródło ciepła stosowano torf.
Surowcami do produkcji poitín są takie składniki jak zboża, melasa, burak cukrowy, serwatka i ziemniaki, które przynajmniej w 50% muszą pochodzić z Irlandii.  Nazwa poitín/poteen została zalegalizowana na irlandzkim rynku w 1997, a od 2008 jest to chronione oznaczenie geograficzne przyznane przez Parlament Europejski i Radę Unii Europejskiej.
Współcześnie poitín zawiera co najmniej 40% alkoholu (objętościowo), a niektóre wersje nawet 90%.

## Historia
Wraz z nastaniem panowania Tudorów w Irlandii, angielskie prawo zaczęło wypierać rodzime prawo irlandzkie (Brehon law). Do 1607 destylacja alkoholu w warunkach domowych była legalna. Jednak ze względu na potrzeby finansowe, Królestwo Irlandii udzielało licencji (tzw. patentów) na niektóre działalności jak produkcja piwa czy whisky. Za uzgodnioną opłatą można było nabyć takie prawa na określonym obszarze, zwykle na siedem lat. System patentów się jednak nie sprawdził, a Irlandczycy i tak destylowali w domach alkohol, choćby ze względu na możliwość zagospodarowania nadmiernej ilości jęczmienia i pozyskanie wartościowej paszy.
W 1661 w dzień Bożego Narodzenia za panowania króla Karola II wprowadzono podatek na alkohol. Od tego czasu destylaty dzielono na legalną uisce beatha (whiskey), od której płacono podatek, oraz nielegalną uisce poitín, które w praktyce niczym się nie różniły między sobą. Były bezbarwne, produkowane niewielkimi partiami i gotowe do spożycia bezpośrednio po destylacji. Wprowadzony podatek jeszcze bardziej zwiększył nielegalną, nieopodatkowaną produkcję.
W XIX w. pod wpływem wiktoriańskiego leseferyzmu zmienił się model przedsiębiorstwa produkującego destylaty – znikały rodzinne destylarnie o niewielkiej skali produkcji. Whiskey zaczęto leżakować w dębowych beczkach przez co najmniej trzy lata, podczas gdy poitín niewiele się zmieniło. Produkowano je z najtańszych surowców, które były dostępne, przy użyciu prymitywnego sprzętu, który był pod ręką. 
Mimo czterystu lat prześladowań ze strony państwa i Kościoła, poitín przetrwał również w irlandzkim folklorze i piosenkach.

## Produkcja
Można wyróżnić trzy etapy produkcji poitín:
- przygotowanie surowców do fermentacji – zależy od zastosowanego surowca, np. w przypadku zbóż jest to mielenie na mąkę, mieszanie z wodą, podgrzewanie, dodanie źródła enzymów rozkładających skrobię (np. słodu jęczmiennego). Celem jest wytworzenie brzeczki zawierającej cukry.
- fermentacja – dodanie drożdży, które przeprowadzając fermentację, produkują alkohol. Brzeczka może być przed fermentacją filtrowana.
- destylacja – współcześnie stosuje się aparaty destylacyjne pracujące zarówno w sposób okresowy, jak i ciągły. Aby zachować typowy charakter destylatu, nie oczyszcza się go (nie stosuje się np. węgla aktywnego)[2].